# Arpine Howhannisjan

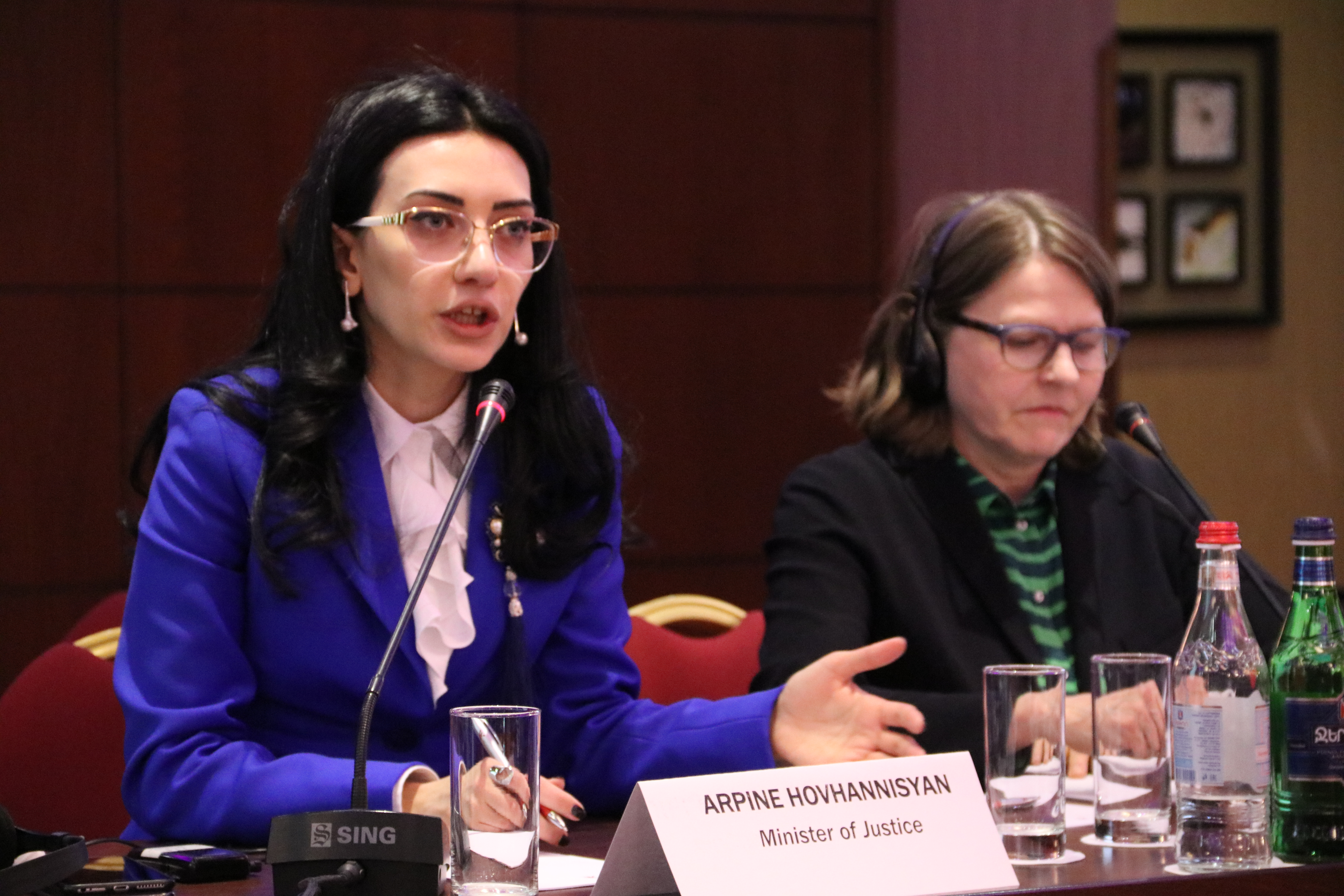
Arpine Howhannisjan (2017)

Arpine Aschoti Howhannisjan (armenisch Արփինե Աշոտի Հովհաննիսյան, englisch Arpine Hovhannisyan; geb. 4. Dezember 1983 in Jerewan, Armenische SSR, Sowjetunion) ist eine armenische Politikerin (Republikanische Partei) und Rechtsanwältin. Sie war die erste weibliche Justizministerin der Republik Armenien von September 2015 bis Mai 2017 und anschließend Vizepräsidentin der Nationalversammlung Armeniens bis Januar 2019.

## Kindheit und Ausbildung
Die in Jerewan geborene Arpine Howhannisjan besucht von 2000 bis 2004 die juristische Fakultät der Staatlichen Universität Jerewan. 2006 erlangte sie dort ihren Master. Ebenda erlangte sie 2009 den akademischen Grad Kandidat der Wissenschaften.

## Berufsleben
Neben ihrem Studium war sie von 2003 bis 2006 Spezialistin ersten Grades der Reformabteilung des Kriminalexekutivdienstes der Justizreformabteilung des Stabes des armenischen Justizministeriums. Von 2006 bis 2007 war sie dort leitende Spezialistin. 2007 war sie Dozentin an der Fakultät für Zivilrecht der Staatlichen Universität Jerewan. 2007 bis 2008 war sie stellvertretende Leiterin der Prüfungsabteilung für Rechtsakte des Stabes des armenischen Justizministeriums. Vom 19. Mai 2008 bis zum 30. September 2008 war Howhannisjan Assistentin des Stabschefs des armenischen Präsidenten. Von 2008 bis 2011 arbeitete sie als Beraterin des Präsidenten der Armenischen Nationalversammlung. Am 6. Mai 2012 wurde Howhannisjan durch das proportionale Wahlsystem der Republikanischen Partei Armeniens gewählte Abgeordnete der Nationalversammlung. Am 4. September 2015 ernannte sie Präsident Sersch Sargsjan per Dekret zur Justizministerin. Am 2. April 2017 wurde Howhannisjan bei den Nationalwahlen zur Abgeordneten der Nationalversammlung für die Republikanische Partei gewählt. Am 19. Mai 2017 wählte man sie zur Vizepräsidentin der armenischen Nationalversammlung. 73 Abgeordnete stimmten für sie, 22 gegen sie, 5 Stimmen wurden für ungültig erklärt.

## Privatleben
Arpine Howhannisjan ist unverheiratet. Sie setzt sich für mehr Frauen in der armenischen Politik ein. Dabei ist sie der Meinung, dass die relativ geringe Anzahl von weiblichen Abgeordneten nicht an rechtlicher Diskriminierung liegt, sondern an der weiblichen Psychologie.

## Kritik
Howhannisjan stand wegen des Todes des in Haft nach einem Hungerstreik verstorbenen Artur Sargsjan in der Kritik. Am 17. März 2017 forderten Demonstranten in Jerewan eine gerichtliche Untersuchung für Justizministerin Howhannisjan sowie aller Beteiligten an der Verurteilung Artur Sargsjans, die indirekt zu seinem Tod führte.